# Polyandromyces coptosomatis
Polyandromyces coptosomatis är en svampart som beskrevs av Thaxt. 1920. Polyandromyces coptosomatis ingår i släktet Polyandromyces och familjen Laboulbeniaceae.   Inga underarter finns listade i Catalogue of Life.